# خطوط لانغر

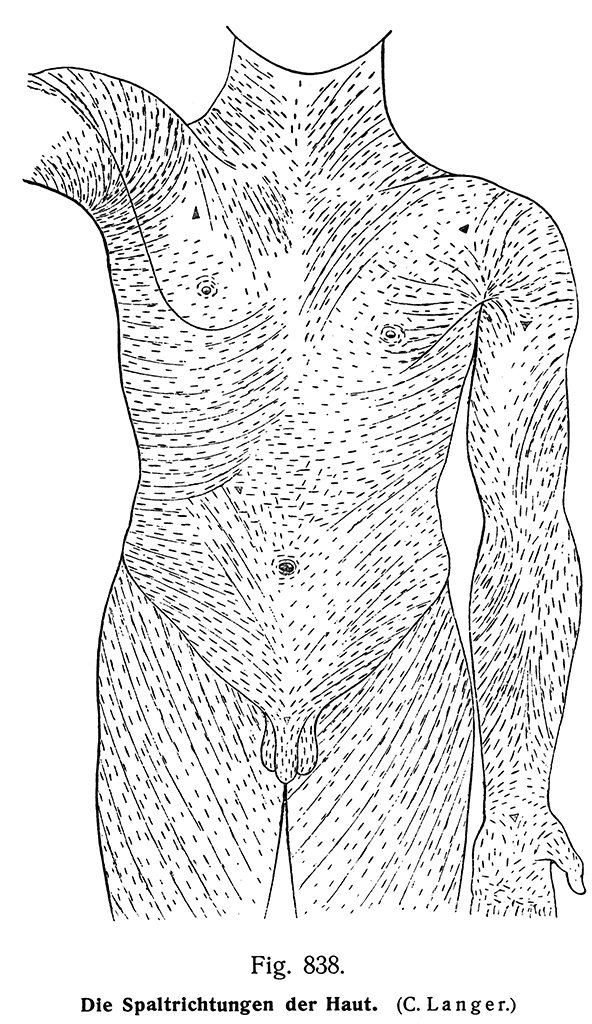
خطوط لانغر

خطوط لانغر أو خطوط لانجر (بالإنجليزية: Langer's lines)‏ هي خطوط تجعدية موجودة في النسيج الضام لطبقة الجلد، لها أهمية جراحية وبالأخص الجراحة التجميلية؛ وذلك لأن:
- الجراحة بشكل عامودي على خطوط لانغر: يؤدي إلى ندوب عميقة، وانكماش في الجلد.
- الجراحة بشكل موازي لخطوط لانغر: يؤدي إلى قطع أقل عدد ممكن من حزم النسيج الضام والكولاجين، وبالتالي؛ انخفاض قابلية انكماش الجلد أو ظهور ندوب.

اكتشفت هذه الخطوط لأول مرة من قِبل عالم التشريح النمساوي كارل لانغر عام 1861.

## أنواع خطوط لانغر
- أفقية مستعرضة في الجذع والرقبة.
- طولية في أطراف الجسم السفلية والعلوية.
- تجعدية على طول المفاصل ، وتكون أقرب للأفقية المستعرضة بالشكل .